# Santo António (Macao)
Santo António (llamada oficialmente 花王堂區 / Freguesia de Santo António) es una freguesia china de la Región administrativa especial de Macao.

## Geografía
La freguesia de Santo António es una de las cinco que tiene la península de Macao.

## Historia
Desde la transferencia de gobierno en 1999 por parte de Portugal, las freguesias de Macao fueron mantenidas por China como meras divisiones regionales y simbólicas sin ningún poder administrativo.

## Demografía
Gráfica demográfica de la freguesia de Santo António:
| Gráfica de evolución demográfica de Santo António entre 2011 y 2021       |
|                                                                           |
| Datos aportados por la base de datos estadísticos de populación de Macao. |

## Patrimonio
- Casa Garden
- Cementerio protestante de Macao
- Fortaleza do Monte
- Iglesia de San Antonio
- Largo de Camões
- Largo da Companhia de Jesus
- Ruinas de la catedral de San Pablo de Macao
- Templo de Na Tcha
- Trozo de las antiguas murallas de defensa de Macao